# Boks na Igrzyskach Panamerykańskich 1971
Turniej bokserski VI Igrzysk Panamerykańskich odbył się w dniach 25 lipca  - 6 sierpnia 1971 w Cali (Kolumbia). Rozegrany został w jedenastu kategoriach wagowych.

## Medaliści
| Kategoria                      | Złoty                               | Srebrny                           | Brązowy                                                        |
| waga papierowa (48 kg)         | Rafael Carbonell · Kuba             | Héctor Velásquez · Chile          | Salvador García · Meksyk · Juan Carlos Rios · Argentyna        |
| waga musza (51 kg)             | Francisco Rodríguez · Wenezuela     | Arturo Delgado · Meksyk           | Douglas Rodríguez · Kuba · Bobby Hunter · Stany Zjednoczone    |
| waga kogucia (54 kg)           | Pedro Flores · Meksyk               | Calixto Pérez · Kolumbia          | Roger Buchely · Ekwador · Ricardo Carreras · Stany Zjednoczone |
| waga piórkowa (57 kg)          | Juan Francisco García · Meksyk      | José Battista · Wenezuela         | Manuel Torres · Kuba · Enrique Alonso · Panama                 |
| waga lekka (60 kg)             | Luis Davilla · Portoryko            | Alfonso Pérez · Kolumbia          | Marco Jurado · Ekwador · James Busceme · Stany Zjednoczone     |
| waga lekkopółśrednia (63,5 kg) | Enrique Regüeiferos · Kuba          | José Vasquez · Kolumbia           | Wiley Johnson · Stany Zjednoczone · Reginald Forde · Gujana    |
| waga półśrednia (67 kg)        | Emilio Correa · Kuba                | Larry Carlise · Stany Zjednoczone | Jovito Díaz · Wenezuela · Sergio Lozano · Meksyk               |
| waga lekkośrednia (71 kg)      | Rolando Garbey · Kuba               | Emetorio Villanueva · Meksyk      | Bernard Guindon · Kanada · Reggie Jones · Stany Zjednoczone    |
| waga średnia (75 kg)           | Faustino Quinales · Wenezuela       | Larry Otis · Stany Zjednoczone    | Agustín Zaragoza · Meksyk · Carlos Franco · Urugwaj            |
| waga półciężka (81 kg)         | Raymond Russell · Stany Zjednoczone | Waldemar de Oliveira · Brazylia   | William Titley · Kanada · Humberto Salguero · Argentyna        |
| waga ciężka (>81 kg)           | Duane Bobick · Stany Zjednoczone    | Joaquín Rocha · Meksyk            | Teófilo Stevenson · Kuba · Vicente de Campo · Brazylia         |

## Klasyfikacja medalowa
| Poz.    | Państwo           |    |    |    | Razem |
| ------- | ----------------- | -- | -- | -- | ----- |
| 1       | Kuba              | 4  | 0  | 3  | 7     |
| 2       | Meksyk            | 2  | 3  | 3  | 8     |
| 3       | Stany Zjednoczone | 2  | 2  | 5  | 9     |
| 4       | Wenezuela         | 2  | 1  | 1  | 4     |
| 5       | Portoryko         | 1  | 0  | 0  | 1     |
| 6       | Kolumbia          | 0  | 3  | 0  | 3     |
| 7       | Brazylia          | 0  | 1  | 1  | 2     |
| 8       | Chile             | 0  | 1  | 0  | 1     |
| 9       | Argentyna         | 0  | 0  | 2  | 2     |
| 9       | Ekwador           | 0  | 0  | 2  | 2     |
| 9       | Kanada            | 0  | 0  | 2  | 2     |
| 12      | Gujana            | 0  | 0  | 1  | 1     |
| 12      | Panama            | 0  | 0  | 1  | 1     |
| 12      | Urugwaj           | 0  | 0  | 1  | 1     |
| Łącznie | Łącznie           | 11 | 11 | 22 | 44    |